# وسام ناخيموف
وسام ناخيموف (بالروسية: орден Нахимова) هو وسام عسكري للاتحاد الروسي سُمي تكريما للأدميرال الروسي بافيل ناخيموف (1802–1855) ويُمنح لضباط البحرية لقيادتهم العسكرية المتميزة. تم إنشاء النظام خلال الحرب العالمية الثانية بموجب مرسوم صادر عن هيئة رئاسة مجلس السوفيات الأعلى لاتحاد الجمهوريات الاشتراكية السوفياتية في 3 مارس 1944. بعد تفكك اتحاد الجمهوريات الاشتراكية السوفياتية عام 1991، تم الاحتفاظ بوسام ناخيموف دون تغيير بقرار من مجلس السوفيات الأعلى للاتحاد الروسي رقم 2424-1 بتاريخ 2 مارس 1992 ولكن لم يتم منحه بهذا الشكل.
المرسوم الشامل الصادر عن رئيس الاتحاد الروسي رقم 1099 بتاريخ 7 سبتمبر 2010 والذي قام بتحديث وإعادة تنظيم نظام الجوائز الروسي بأكمله بعيدًا عن ماضيه السوفييتي، عدل وسام ناخيموف إلى شكله الحالي، وهو عبارة عن شريط واحد مثبت ترتيب الطبقة.

## وسام سوفيتي وما قبل سبتمبر 2010
كان وسام ناخيموف من الدرجة الأولى مكونًا من أجزاء متعددة تتكون من نجمة ذهبية خماسية الرؤوس، ونجمة فضية خماسية الرؤوس، وميدالية مركزية مغطاة يتوسطها صورة بارزة للأميرال ناخيموف فوق فرعين من الغار في وسط الميدالية، وفوق رأس الأميرال على طول محيط الميدالية العلوي، والنقش بأحرف مذهبة "ADMIRAL NAKHIMOV" (بالروسية: АДМИРАЛ НАХИМОВ). تم تثبيت خمسة ياقوتات حمراء مثلثة الشكل على النجمة الفضية، واحدة على كل ذراع تشير إلى الحافة الخارجية للميدالية المركزية.
| الدرجة الأولى 1944–1991 | الدرجة الثانية 1944–1991 | الدرجة الأولى 1992–2010 | الدرجة الثانية 1992–2010 |
| ----------------------- | ------------------------ | ----------------------- | ------------------------ |
|                         |                          |                         |                          |
| أشرطة                   |                          |                         |                          |
|                         |                          |                         |                          |